# Moana Pozzi
Anna Moana Rosa Pozzi (Gènova, 27 d'abril de 1961-Lió, 15 de setembre de 1994) va ser una actriu pornogràfica, model i presentadora de televisió italiana.
Algunes fonts la consideren «la major 'pornstar' del món, per sobre de Cicciolina». Encara que aquesta faceta va eclipsar tota la resta, també va participar en pel·lícules convencionals, va treballar com a presentadora de televisió, va desfilar com a model de passarel·la per Karl Lagerfeld i va tenir una fugaç participació en el món de la política. Les seves amistats l'elogiaven com a intel·ligent, optimista i loquaç. Això no implica que va suscitar diversos escàndols, un d'ells per un llibre en el qual va revelar les seves relacions amb diversos personatges il·lustres. Va portar una vida relativament tranquil·la i sense els vaivens emocionals d'altres estrelles del gènere porno, si bé la seva prematura mort per un càncer va donar un toc tràgic a la seva biografia.
En contra del que se suposava, el seu nom artístic Moana no derivava de la paraula anglesa moan (‘gemec’), sinó que és una paraula polinèsia que significa «el fons més profund de la mar».

## Vida i carrera

### Primers anys
Pozzi va néixer en una família catòlica molt conservadora de Gènova. Va estudiar en un col·legi de monges, després va acudir al Liceo Scientifico i durant sis anys va estudiar guitarra clàssica i clavecí en un conservatori.
Als 18 anys d'edat, va començar a participar en concursos de bellesa i a posar per a artistes, i va decidir traslladar-se a Roma. Els seus pares van sofrir un xoc quan van saber que treballava en el món del erotisme, i li aconsellaven que es dediqués al teatre, si bé no van dubtar a ajudar-la quan va ser necessari.

### A televisió i amb Fellini
Als seus primers films (d'erotisme suau) apareixia amb el nom de Linda Heveret. Paral·lelament, va començar a treballar en televisió amb el seu nom real, de tal manera que professionalment va mantenir una doble personalitat.
En 1981 presentava el programa juvenil Tip Tap 2 en el segon canal de la Rai, i es va convertir en una convidada recurrent en altres espais televisius a manera d'ingredient picant, per presència física i facilitat de paraula. Va fer petits papers en pel·lícules convencionals, i així en 1985 va participar (sense acreditar) en la pel·lícula Ginger i Fred de Federico Fellini.

### Alpornoa Europa i als Estats Units
En 1986, Moana va entrar en el porno de la mà del director Riccardo Schicchi, i va començar a rodar múltiples pel·lícules destinades al format vídeo per a consum domèstic. Així, en poc temps es va convertir en una figura de culte per als aficionats al gènere. A l'any següent va obtenir una ocupació com presentadora en el programa Jeans 2, però la seva faceta porno ja era notòria, per la qual cosa va rebre dures crítiques que qüestionaven que anés apropiada per a tal lloc, i va haver de deixar-ho. No obstant això, pocs mesos després va ser contractada per al programa Matrjoska (després rebatejat com a L'araba fenice), del canal Italia 1. Els balls de Moana més o menys nua (a vegades, tapada amb cel·lofana transparent) van causar sensació i van ser molt comentats, encara que ella resultava diferent per la seva actitud somrient i per les seves coreografies refinades, sense caure en el groller.
A la fi dels anys 80 Moana Pozzi va fer el salt als Estats Units, participant en diverses pel·lícules porno de la poderosa indústria californiana. Comparada amb les pornostars americanes, tenyides de ros, de pits engrandits amb silicona i que actuaven amb actitud agressiva, Moana resultava diferent pel seu físic natural, pell molt blanca i actitud d'aparent innocència.

### Un llibre censurat
Una innocència només aparent. En 1991 va publicar el llibre Filosofia di Moana, una espècie de diccionari on detallava les seves fantasies i opinions, però el contingut de les quals més explosiu era una sèrie de ressenyes o puntuacions sobre nombrosos famosos amb els quals va afirmar haver-se relacionat. Va llançar una edició de 20.000 exemplars costejada per ella mateixa, per això va fundar una nova editorial (Moana's Club). En el llibre va esmentar personatges del cinema com Robert De Niro, Harvey Keitel, Massimo Troisi, i Roberto Benigni, a qui va puntuar amb un 8, però segurament la cita més atrevida va ser la relativa a un polític que tots van identificar com Bettino Craxi. En un cas de censura encoberta, el llibre va desaparèixer de la venda i és difícil de trobar.
Aquest mateix any, Moana contreia matrimoni amb Antonio di Ciesco, en Las Vegas. S'havien conegut dos anys abans a Lampedusa, i van anar estrenyent la seva relació quan Moana el va emprar com a xofer.
Aquest mateix any, Moana participava en una pel·lícula d'animació titulada Moanaland. Va ser l'única pel·lícula de tal tècnica premiada en el Erotic Festival de Nova York, i és considerada ara com de culte.

### Incursió en la política
En 1992 Moana es va presentar amb Ilona Staller (Cicciolina) liderant l'anomenat Partito dell'Amore, partit polític de repercussió mediàtica europea. No va obtenir resultats ressenyables, però la seva popularitat va assolir cotes encara majors, i ja per llavors havia aplegat una estimable fortuna. Vivia en un àtic milionari a Roma i envoltada de luxe.
En 1993 va tornar a suscitar polèmica quan va desfilar com model de passarel·la per a Karl Lagerfeld a Milà. Les crítiques van ser furibundes, però Lagerfeld la va defensar dient: «Les dones comunes caminen com Moana i com a models al 50%». La presentadora i humorista Sabina Guzzanti (després famosa per la pel·lícula Viva Zapatero!) la va imitar en un esquetx al seu programa Avanzi.

### Sobtada mort
Moana va morir a una clínica de Lió al setembre de 1994, víctima d'un càncer de fetge. La notícia va agafar desprevinguts tothom, i van sorgir diverses conjectures. Per a alguns comentaristes, Moana seguia viva en estat terminal, i preferia difondre la seva mort per a evitar que intentessin fotografiar-la amb un aspecte demacrat. Per altres, realment no estava malalta i havia decidit emprendre una altra vida, pel que simulava la seva mort. Però la veritat és que el càncer se li va manifestar després d'un viatge a l'Índia amb el seu marit.
Després de la mort de Moana va esclatar una batalla legal entre els seus pares i el seu vidu, Antonio di Ciesco, per la seva herència milionària. Existia un document de Moana amb les seves últimes voluntats, però no estava signat, i presumiblement els pares consideraven que la noces celebrades a Las Vegas mancaven de validesa i que els hereus legítims eren ells i no Antonio. El luxós apartament de Moana va ser desvalisat per desconeguts.
Deu anys després de la seva mort, Moana Pozzi seguia d'actualitat. En 2004 es va publicar un detallat llibre sobre ella, i en 2006 el jove Simone Pozzi va revelar que no era un germà menor de Moana tal com es deia, sinó un fill secret. Va dir que ho explicaria tot en un llibre, Moana, tutta la verità.
A l'abril de 2007 es va donar a conèixer la pròxima sortida d'un altre llibre, aquest a causa del vidu de Moana, Antonio di Ciesco. Ell assegurava haver estat el seu espòs legal i fins i tot qui el va ajudar a morir quan estava en fase terminal, després que ella li va dir: «Et vull Antonio. Et trobaré a faltar a tu i tot el que hem viscut junts. Estic cansada, m'adono que no seré la mateixa..., ajuda'm, protegeix-me i posa fi al meu sofriment». Segons ell va comptar, va complir la seva missió permetent que entressin bombolles d'aire pel tub del degotador, però això no és molt convincent. El president de l'Associació d'Anestesistes del Lazio (Itàlia), Quirino Piacevoli, assegura que aquest mètode d'eutanàsia és «dubtós», perquè considera que requereix introduir moltes bombolles d'aire per a posar fi a la vida d'una persona.

## Filmografia

### Filmografia tradicional
- Smorza 'e llights ovvero Caserta by night, dirigida per Arnaldo Delehaye – curtmetratge (1980)
- La compagna di viaggio, dirigida per Ferdinando Baldi (1980) – acreditada com Anna Moana Pozzi
- Miracoloni, dirigida per Francesco Massaro (1981)
- Borotalco, dirigida per Carlo Verdone (1982)
- W la foca, dirigida per Nando Cicero (1982)
- Vieni avanti cretino, dirigida per Luciano Salce (1982)
- Delitto carnale, dirigida per Cesare Canevari (1982)
- Fuga dal Bronx, dirigida per Enzo G. Castellari (1983)
- Paulo Roberto Cotechiño centravanti di sfondamento, dirigida per Nando Cicero (1983)
- Vacanze di Natale, dirigida per Carlo Vanzina (1983)
- Le bon roi Dagobert, dirigida per Dino Risi (1984)
- A tu per tu, dirigida per Sergio Corbucci (1984)
- I pompieri, dirigida per Neri Parenti (1985)
- Ginger e Fred, dirigida per Federico Fellini (1985) – no accreditada
- Doppio misto, dirigida per Sergio Martino (1986)
- I vizi segreti degli italiani quando credono di non essere visti, dirigida per Camillo Teti (1987)
- Provocazione, dirigida per Piero Vivarelli (1988)
- Diva Futura - L'avventura dell'amore, dirigida per Ilona Staller e Arduino Sacco (1989)
- Ecstasy, dirigida per Luca Ronchi (1989)
- Gioco di seduzione, dirigida per Andrea Bianchi (1990)
- Amami, dirigida per Bruno Colella (1992)

### Filmografia pornogràfica (parcial)
- Erotic Flash, dirigida per George Curor (1981) – acreditada com Margaux Jobert
- Valentina, ragazza in calore, dirigida per Jonas Rainer (1981) – acreditada com Linda Heveret
- Fantastica Moana, dirigida per Riccardo Schicchi (1987)
- Moana, la bella di giorno, dirigida per Riccardo Schicchi (1987)
- Chiamami, dirigida per Lawrence Webber (1987)
- Moana e... le altre regine, dirigida per Lawrence Webber (1987)
- Moana la scandalosa, dirigida per Riccardo Schicchi (1988)
- La bottega del piacere, dirigida per Hard Sac (1988)
- The Beefeaters, dirigida per Jim Reynolds (1989)
- La donna dei sogni, dirigida per Mario Bianchi (1989)
- Inside Napoli, dirigida per Mario Salieri (1989)
- Palm Springs Week-end, dirigida per Jim Reynolds (1990)
- Super Balls, dirigida per Henri Pachard (1990)
- Nothing Personal, dirigida per Henri Pachard (1990)
- Back Fire, dirigida per Gregory J. Schell (1990)
- I vizi transessuali di Moana, dirigida per Jim Reynolds (1990)
- Cicciolina e Moana "Mondiali" (Sexy Mundial '90), dirigida per Jim Reynolds (1990)
- Call Girl House, dirigida per Jim Reynolds (1990)
- Tutte le provocazioni di Moana, dirigida per Dudy Steel (1990)
- Gioco di seduzione, dirigida per Andrew White (1990)
- Hard Love My Love, dirigida per Jim Reynolds (1990)
- La ragazza e... lo stallone nero, dirigida per Sam Fox (1990)
- Passionate Love, dirigida per Jim Reynolds (1990)
- Manbait, dirigida per Gerard Damiano (1991)
- Malibu Spice, dirigida per Alex de Renzy (1992)
- Il castello del piacere, dirigida per Martin White (1992)
- Double Crossing, dirigida per Jim Reynolds (1992)
- Sognando Moana, dirigida per AA.VV. (1992)
- Bocca calda mani di velluto, dirigida per Martin White (1992)
- My Friend Mary, dirigida per Giorgio Grand (1992)
- The Last Couple, dirigida per Gerard Damiano (1992)
- The Naked Goddess, dirigida per Gerard Damiano (1992)
- Visioni orgasmiche, dirigida per Nicholas Moore (1992)
- Tocco magico, dirigida per Martin White (1993)
- L'inquieta Moana, dirigida per Nicholas Moore (1993)
- Vedo nudo, dirigida per Martin White (1993)
- A culo nudo, dirigida per Tony Yanker (1994)
- Offerta indecente, dirigida per Tony Yanker (1994)
- Dentro il Vulcano, dirigida per Tony Yanker (1994)
- Belle pazze scatenate - Le ragazze pon pon, dirigida per Ely Martin (1994)
- La grande sfida hard (Match bestiale), dirigida per Othezguine Jacques (1994)
- Una lunga carriera, dirigida per Franco Ludovisi (1994)
- L'ultima volta di Moana, dirigida per Riccardo Schicchi (1994)

### Televisió
- ...e la vita continua, dirigida per Dino Risi – telefilm (1984)
- Doppio misto, dirigida per Sergio Martino – telefilm (1985)
- L'Odissea, dirigida per Beppe Recchia – minisèrie (1991)